# Cássius Romero
Cássius Romero (São Paulo, 22 de maio de 1966) é um ator, dublador e cartunista brasileiro. Começou sua carreira ilustrando capas de discos na Warner Music durante oito anos. Paralelamente, fazia histórias em quadrinhos tendo publicado algumas histórias de ficção científica na revista Métal Hurlant. Iniciou sua carreira como dublador na Álamo onde começou a fazer papéis pequenos, pois estava sem emprego.
Ele é mais conhecido por suas dublagens em animes, como Aoshi Shinomori de Samurai X, Supremo Senhor Kaioshin de Dragon Ball Z, Crocodine de Fly, Turles de Dragon Ball Z – A Árvore do Poder, Mestre Indra de Shurato, Koji Takao de Neon Genesis Evangelion e Tuxedo Mask de Sailor Moon. Além desses trabalhos, Cassius é conhecido por ter dublado o personagem-título de Rambo (Sylvester Stallone) na redublagem dos filmes Rambo para DVD, Exterminador (Arnold Schwarzenegger) nas redublagens do filme Exterminador do Futuro e Ben Stiller em Correndo Atrás do Diploma. Dublou ainda Davidson em Viewtiful Joe, Hermes em Futurama, Nachi de Lobo, Cavaleiro do Fogo, Algol de Perseu e Hagen de Merak em Os Cavaleiros do Zodíaco, Corredor X em As Novas Aventuras Speed Racer e Chad em Bleach, também dublou o Estrangulador Mexeriqueiro e o Homem-Sereia em Bob Esponja, além de vários personagens secundários, o ator Kurt Fuller interpretando o Xerife em Todo Mundo em Pânico., e também fez um trabalho em Smite, com a voz de Thor, deus do trovão. Também dubla o antagonista Lord Cólera na série animada Galáxia Wander. Ele também é a voz de Vinny em Uma Família da Pesada
Entre 2015 e 2016, ganhou destaque no campo da dublagem por fornecer a voz do vilão Negan na série The Walking Dead. Em 2017, ele voltou a dublar o Supremo Senhor Kaioshin em Dragon Ball Super.